# Helena Ponette
Helena Ponette (3 februari 2000) is een Belgische atlete, die gespecialiseerd is in de sprint. Ze veroverde drie Belgische titels en is inmiddels tevens een belangrijke schakel gebleken binnen de 'Belgian Cheetahs', de naam waaronder het 4 × 400 meter estafetteteam bij de vrouwen aan internationale toernooien deelneemt. Zij is mede-Belgisch recordhoudster in deze discipline. Ze nam eenmaal deel aan de Olympische Spelen.

## Loopbaan
Ponette nam in 2021 op de 4 × 400 m deel aan de Europese kampioenschappen U23 in Tallinn. Ze werd met de Belgische ploeg uitgeschakeld in de reeksen. Op hetzelfde nummer werd ze begin 2022 geselecteerd voor de wereldkampioenschappen indoor in Belgrado. Ze kwam als reserve niet in actie.
In 2022 werd Ponette op de Belgische kampioenschappen na Naomi Van Den Broeck tweede op de 400 m in 51,93 s. Ze was de vijfde Belgisch die sneller liep dan 52 s. Met die tijd veroverde ze een plaatsje in het Belgische 4 × 400 m estafetteteam voor de wereldkampioenschappen later dat jaar in Eugene. Hier bereikte het Belgische estafetteviertal de finale, waarin het in de samenstelling Helena Ponette, Imke Vervaet, Paulien Couckuyt en Camille Laus als zesde finishte in 3.26,29.
Een maand later waren de 'Belgian Cheetahs' ook present op de Europese kampioenschappen in München. Na de vierde plaats waarmee het Belgische team vier jaar eerder op de EK in Berlijn had gedebuteerd, was de focus nu gericht op een plek bij de eerste drie. Een dergelijk resultaat zat er gedurende de gehele finale wel degelijk in, want na een goede eerste 400 meter van startloopster Cynthia Bolingo Mbongo mengden Hanne Claes, Helena Ponette en Camille Laus zich alle drie in de strijd om de kop en liepen zelfs beurtelings aan de leiding. In de eindsprint, die halverwege de laatste bocht ontbrandde, werd Laus echter voorbijgestreefd door zowel de Nederlandse als de Poolse en Britse loopster. Het resultaat was dus opnieuw een vierde plaats, zij het in de nieuwe nationale recordtijd van 3.22,12. Een mix van trots en ontgoocheling resteerde. Trots vanwege de tijd die ruim 5,5 seconden sneller was dan die van vier jaar ervoor in Berlijn, ontgoocheling vanwege het misgrijpen naar de zozeer gewenste medaille.
Club
Ponette is aangesloten bij Hermes Club Oostende.

## Belgische kampioenschappen
Outdoor
| Onderdeel | Jaar       |
| --------- | ---------- |
| 400 m     | 2023, 2024 |

Indoor
| Onderdeel | Jaar |
| --------- | ---- |
| 400 m     | 2024 |

## Persoonlijke records
Outdoor
| Onderdeel | Prestatie | Wind     | Datum           | Plaats    |
| --------- | --------- | -------- | --------------- | --------- |
| 200 m     | 23,65 s   | +1,5 m/s | 4 juni 2022     | Oordegem  |
| 300 m     | 36,71 s   |          | 5 augustus 2023 | Kessel-Lo |
| 400 m     | 51,12 s   |          | 9 augustus 2025 | Oordegem  |

Indoor
| Onderdeel | Prestatie | Datum           | Plaats   |
| --------- | --------- | --------------- | -------- |
| 300 m     | 37,41 s   | 4 februari 2023 | Gent     |
| 400 m     | 52,16 s   | 8 februari 2025 | New York |
| 500 m     | 1.09,69 s | 2 februari 2025 | Boston   |

## Palmares

### 400 m
- 2022:  BK AC – 51,93 s
- 2023:  BK AC – 52,26 s
- 2023: 6e in reeks WK in Boedapest  – 51,52 s
- 2023: 7e Memorial Van Damme - 51,87 s
- 2024:  BK indoor AC – 52,63 s
- 2024:  BK AC – 51,88 s
- 2024: 4e in ½ fin. EK in Rome – 51,65 s
- 2024: 5e in ½ fin. OS in Parijs – 51,46 s
- 2025: 3e in reeks EK indoor in Apeldoorn – 52,32 s
- 2025:  BK AC – 52,21 s
- 2025:  IFAM in Oordegem – 51,12 s

### 4 × 400 m
- 2021: 5e in reeks EK U23 in Tallinn  – 3.37,47
- 2022: 6e WK in Eugene – 3.26,29
- 2022: 4e EK in München – 3.22,12 (NR)
- 2023: 5e WK in Boedapest - 3.22,84
- 2024: 4e WK indoor in Glasgow - 3.28,05 (NR)
- 2024:  EK in Rome - 3.22,95
- 2024: 7e OS - 3.22,40

### 4 × 400 m gemengd
- 2022: 7e in serie WK in Eugene – 3.16,01
- 2024: 4e EK - 3.11,03 (NR)
- 2024: 4e OS - 3.09,36 (NR)
- 2025:  EK indoor - 3.16,19

## Onderscheidingen
- 2022: Gouden Spike beste vrouwelijke belofte[5]